# Cossypha niveicapilla
La cosifa coroninívea (Cossypha niveicapilla) es una especie de ave paseriforme de la familia Muscicapidae propia de África occidental y central.

## Distribución y hábitat
Se encuentra en África occidental y central, llegando hasta el norte de los Grandes Lagos de África. Su hábitat natural son los bosques húmedos tropicales y las sabanas.